# Liberalismo integrado

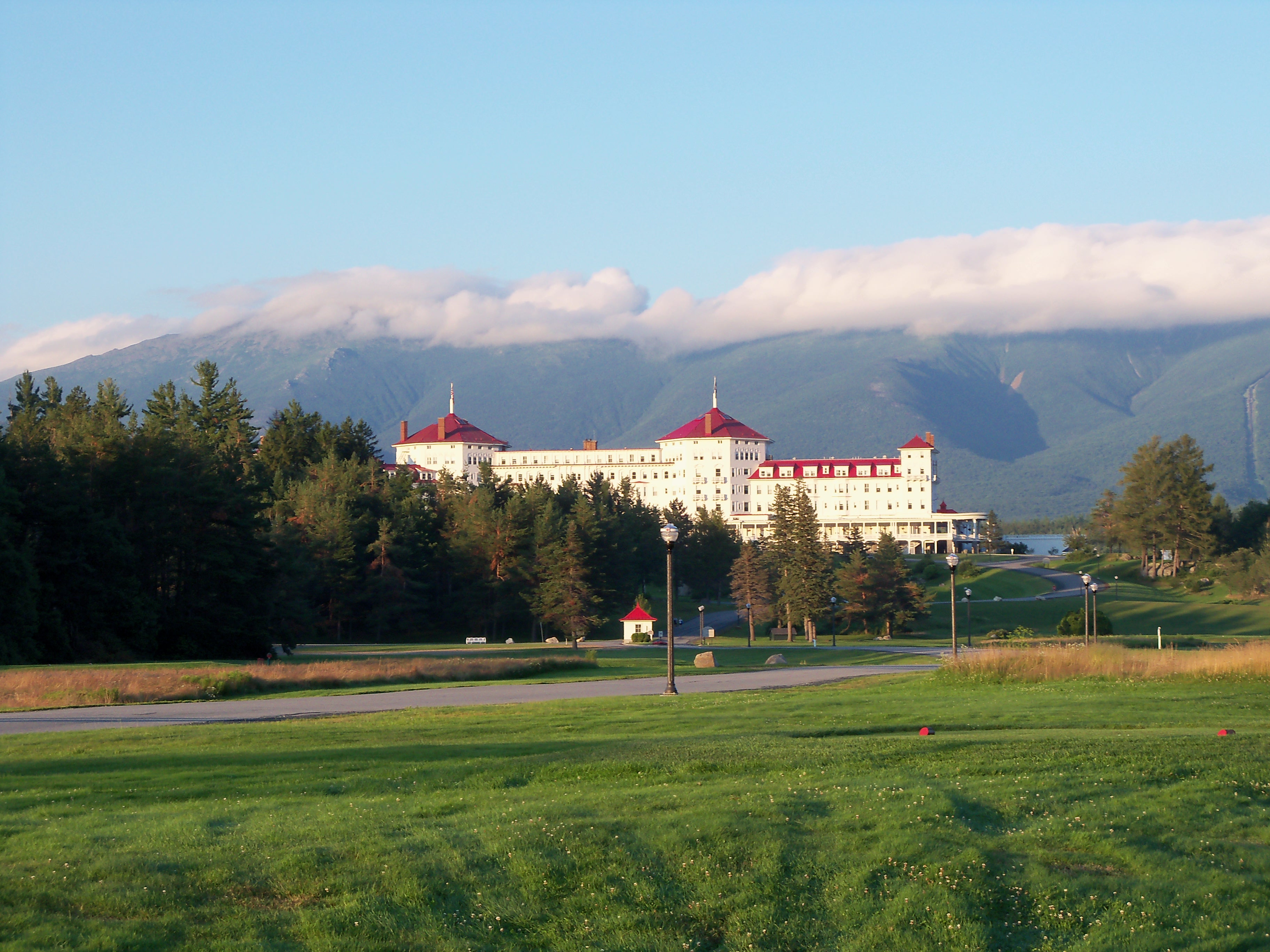
El nuevo Sistema Monetario Internacional que encarnaría los valores del liberalismo integrado fue diseñado en gran medida en la Conferencia de Bretton Woods, organizada en el Hotel Mount Washington en 1944.

El liberalismo integrado es un término asociado al sistema económico global y la orientación política internacional tal como existió desde el final de la Segunda Guerra Mundial hasta el primer choque del petróleo en la década de 1970. El sistema se estableció para apoyar una combinación de libre comercio con la libertad de los estados para mejorar su provisión de bienestar y regular sus economías para reducir el desempleo. El término fue utilizado por primera vez por el politólogo estadounidense John Ruggie en 1982.

## Características
Los estudiosos de la economía generalmente describen el liberalismo integrado como un compromiso entre dos objetivos deseables pero parcialmente opuestos. El primer objetivo era reactivar el libre comercio. Antes de la Primera Guerra Mundial, el comercio internacional constituía una gran parte del PIB mundial, pero el orden liberal clásico que lo sustentaba había sido dañado por la guerra y por la Gran Depresión de los años treinta. El segundo objetivo era permitir a los gobiernos nacionales la libertad de ofrecer generosos programas de bienestar e intervenir en sus economías para mantener el pleno empleo. Este segundo objetivo se consideró incompatible con un retorno total al sistema de libre mercado tal como existía a fines del siglo XIX, principalmente porque con un mercado libre de capitales internacionales, los inversionistas podían retirar fácilmente dinero de las naciones que intentaban implementar medidas intervencionistas y políticas redistributivas.
El compromiso resultante se plasmó en el sistema de Bretton Woods, que se lanzó al final de la Segunda Guerra Mundial. El sistema era liberal en el sentido de que tenía como objetivo establecer un sistema abierto de comercio internacional de bienes y servicios, facilitado por tipos de cambio semifijados. Sin embargo, también tenía como objetivo incorporar las fuerzas del mercado en un marco en el que pudieran ser reguladas por los gobiernos nacionales, con estados capaces de controlar los flujos internacionales de capital mediante controles de capital, así como participar en estrategias de desarrollo dirigidas por el estado, endeudamiento a corto plazo proveniente del FMI y ajustes del tipo de cambio. Para ello se crearon nuevas instituciones multilaterales globales para apoyar el nuevo marco, como el Banco Mundial y el Fondo Monetario Internacional.
Cuando Ruggie acuñó la expresión liberalismo integrado, se basó en trabajos anteriores de Karl Polanyi, quien había introducido el concepto de que los mercados se iban desvinculando de la sociedad durante el siglo XIX. Polanyi prosiguió proponiendo que la reincorporación de los mercados sería una tarea central para los arquitectos del orden mundial de la posguerra y esto se promulgó en gran medida como resultado de la Conferencia de Bretton Woods. En las décadas de 1950 y 1960, la economía mundial prosperó bajo el liberalismo arraigado, con un crecimiento más rápido que antes o desde entonces, pero el sistema se derrumbó en la década de 1970. La obra de Ruggie sobre el liberalismo arraigado refutó la teoría de la estabilidad hegemónica (la noción de que una hegemonía es necesaria para sostener la cooperación multilateral) al argumentar que el orden internacional no solo se mantenía a través del poder material, sino "con un propósito social legítimo".

## Sistemas anteriores

### Mercados integrados: todos los períodos hasta 1834
Karl Polanyi sostiene que hasta el surgimiento del liberalismo del siglo XIX , los mercados, donde habían existido, estaban siempre y en todas partes integrados en la sociedad, sujetos a diversos controles sociales, religiosos y políticos. Las formas de estos controles variaban ampliamente; por ejemplo, en la India, las ocupaciones estuvieron determinadas durante siglos por las castas, más que por las fuerzas del mercado. Durante la Edad Media, los mercados físicos en Europa estaban generalmente muy regulados, y muchas ciudades solo permitían que los mercados más grandes (entonces conocidos como ferias) se abrieran una o dos veces al año.
Polanyi refuta explícitamente la afirmación de Adam Smith de que el hombre tiene una "propensión natural al trueque, comercio e intercambio", argumentando que la antropología y la historia económica muestran que hasta el siglo XIX los mercados tenían sólo un papel marginal en la economía, siendo con mucho, los métodos más importantes que gobernaban la distribución de recursos el obsequio recíproco, la redistribución centralizada y la autarquía (hogares autosuficientes). Si bien Polanyi admite que la sociedad europea estaba comenzando a evolucionar hacia el capitalismo moderno desde el siglo XIV, especialmente después de la Revolución Gloriosa y el comienzo de la Revolución Industrial, sostiene que no fue hasta 1834 que el establecimiento de mercados verdaderamente libres se convirtió en posible. Polyani llama a este desarraigo de los mercados de la sociedad una "desviación singular"  de cualquier cosa que haya sucedido antes en la historia de la humanidad. Antes del siglo XIX, el comercio internacional era muy bajo en proporción al PIB mundial.

### Liberalismo clásico: mercados desarraigados, 1834-1930
Según Polanyi, un evento clave de 1834 que permitió la formación de mercados libres en Gran Bretaña (la economía más importante del mundo en ese momento) fue la nueva ley de pobres basada en las ideas de Malthus, que siguió a la toma del poder político por las clases medias en 1832. Con los desempleados pobres que no pueden obtener ningún tipo de ayuda financiera excepto ingresando a las casas de trabajo y con las casas de trabajo mucho más opresivas que antes, los desempleados tienden a hacer todo lo posible para obtener trabajo, lo que establece un mercado libre de trabajo. Polanyi admite que durante el siglo XIX el mercado libre ayudó a generar un progreso material sin precedentes. También sostiene que causó enormes dificultades a amplios sectores de la población, ya que, paradójicamente, un rápido aumento general de la prosperidad fue acompañado por un rápido aumento en el número de indigentes . Hasta cierto punto, este fenómeno había estado en marcha tanto en Europa como en Gran Bretaña desde los albores de la Revolución Agrícola, acelerándose con la Revolución Industrial a mediados del siglo XVIII, pero se agudizó después de 1834.
Tanto en Gran Bretaña como en Europa, los movimientos laborales y otras formas de resistencia surgieron casi de inmediato, aunque tuvieron poco efecto sostenido en la política dominante hasta la década de 1880. En Gran Bretaña, aunque decenas de miles de pobres murieron de hambre o fueron forzados a trabajar en casas de trabajo y prostituirse, el malestar social fue relativamente bajo debido a la emigración. En la Europa continental, los disturbios estallaron en las Protestas de 1848, después de las cuales Karl Marx y Friedrich Engels lanzaron su Manifiesto Comunista, aunque esto no tuvo un gran efecto inmediato. En su mayor parte, desde 1834 hasta la década de 1870, la ideología del libre mercado disfrutó de un predominio casi indiscutible en Gran Bretaña y estaba expandiendo su influencia en el extranjero. En 1848, Lord Macaulay publicó su Historia de Inglaterra. Aunque Macaulay miraba principalmente hacia el siglo XVII, también anticipó el triunfo perdurable del liberalismo de libre mercado.
En la década de 1880, se habían promulgado varias protecciones del mercado laboral, lo que hizo que Herbert Spencer, en ese momento quizás el defensor más prominente del liberalismo económico en el mundo, diera la alarma sobre el creciente poder del socialismo. Polanyi explicó esto en términos de un doble movimiento para el proceso dialéctico de mercantilización junto con un impulso opuesto a la protección social contra esa mercantilización. A finales del siglo XIX y principios del XX, en el campo de la política, las relaciones laborales y los partidarios del libre mercado sufrieron más retrocesos con los ataques intelectuales y morales de las redes informales de reformadores progresistas. Esto incluyó a grupos como los fabianos; personalidades como Keir Hardie y el Papa León XIII con su encíclica social Rerum novarum; y líderes nacionales como Otto von Bismarck y David Lloyd George, quienes introdujeron los primeros precursores del estado de bienestar. En los Estados Unidos, este período ha sido etiquetado como la Era Progresista. Otros desarrollos no necesariamente asociados con el movimiento progresista pero que aún se oponían al libre mercado, incluyeron a varios países como los Estados Unidos que aumentaron significativamente sus aranceles comerciales. Por el contrario, dentro de la profesión económica el pensamiento de libre mercado financiero internacional se mantuvo en gran medida ascendente hasta la década de 1930. Aunque el patrón oro había sido suspendido por la Primera Guerra Mundial, los financieros internacionales lograron restablecerlo en gran medida en la década de 1920. No fue hasta la crisis de 1931 que Gran Bretaña decidió abandonar el patrón oro, y Estados Unidos lo siguió en 1933. A mediados de la década de 1930, el orden económico liberal global se había derrumbado, con el antiguo sistema de comercio altamente integrado reemplazado por una serie de bloques económicos cerrados. De manera similar, en la economía dominante, el pensamiento de libre mercado fue socavado en la década de 1930 por el éxito del New Deal y por la Revolución Keynesiana . Después de un período de transición y la Segunda Guerra Mundial, el liberalismo integrado surgió como el sistema económico dominante.

## Liberalismo integrado: 1945-1970

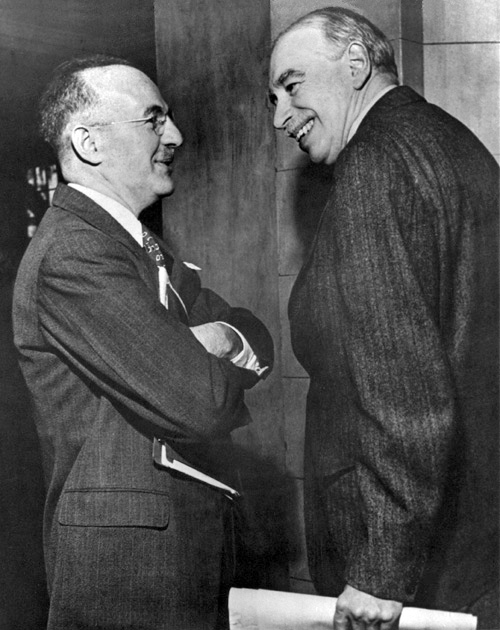
John Maynard Keynes (derecha) y Harry Dexter White en la conferencia de Bretton Woods, donde se crearon las instituciones clave que apoyarían el liberalismo integrado

Los académicos como John Ruggie, tienden a ver el liberalismo integrado como un compromiso entre el deseo de retener la mayor cantidad posible de las ventajas del sistema de libre mercado de la era anterior y al mismo tiempo permitir que los estados tuvieran la autonomía para perseguir políticas internas intervencionistas y basadas en el bienestar. Anticipándose al trilema que más tarde se formularía como la trinidad imposible, John Maynard Keynes y Harry Dexter White argumentaron que la libertad de movimiento del capital entraba en conflicto tanto con la libertad del estado nacional para aplicar políticas económicas basadas en sus circunstancias internas como con el intercambio semifijo. Se acordó que los estados serían libres de promulgar controles de capital, lo que los ayudaría a mantener simultáneamente tanto tipos de cambio fijos como, si lo deseaban, políticas internas expansivas. Durante las décadas de 1950 y 1960, el liberalismo integrado y la economía keynesiana fueron tan populares que los políticos conservadores se dieron cuenta de que tenían que adoptarlos en gran medida si querían tener la oportunidad de ser elegidos. Este fue especialmente el caso en Gran Bretaña y se denominó consenso de posguerra, existiendo un consenso similar, aunque algo menos keynesiano, en otros lugares, incluso en los Estados Unidos.
Los eruditos marxistas tienden a estar de acuerdo en general con la visión dominante, aunque enfatizan el liberalismo integrado como un compromiso entre intereses de clase, más que entre diferentes objetivos deseables pero parcialmente incompatibles. David Harvey sostiene que al final de la Segunda Guerra Mundial el objetivo principal era desarrollar un plan económico que no condujera a una repetición de la Gran Depresión de la década de 1930. Harvey afirma:
Harvey señala que bajo este nuevo sistema el libre comercio estaba regulado "bajo un sistema de tipos de cambio fijos anclado por la convertibilidad del dólar estadounidense en oro a un precio fijo". Los tipos de cambio fijos eran incompatibles con la libre circulación de capitales.  Además, hubo una aceptación mundial de que "el estado debería centrarse en el pleno empleo, el crecimiento económico y el bienestar de sus ciudadanos y que el poder del estado debería desplegarse libremente, junto con o, si era necesario, interviniendo o incluso sustituyendo al mercado para lograr estos fines".  También afirma que este nuevo sistema pasó a denominarse liberalismo integrado para "señalar cómo los procesos de mercado y las actividades empresariales y corporativas estaban rodeados por una red de restricciones sociales y políticas y un entorno regulatorio que a veces restringía pero en otros casos guiaba la estrategia económica e industrial".
En 1960, Daniel Bell publicó El fin de la ideología, donde celebró lo que anticipó que sería un cambio duradero, con el pensamiento de libre mercado extremo relegado permanentemente. Sin embargo, Harvey sostiene que si bien el liberalismo integrado condujo al auge de la prosperidad económica que llegó a definir las décadas de 1950 y 1960, el sistema comenzó a resquebrajarse a partir de finales de la década de 1960. La década de 1970 se definió por una mayor acumulación de capital, desempleo, inflación (o estanflación, como se la denominó) y  varias crisis fiscales. Señala que "el liberalismo integrado que había proporcionado altas tasas de crecimiento al menos a los países capitalistas avanzados después de 1945 estaba claramente agotado y ya no funcionaba". Comenzaron a desarrollarse una serie de teorías sobre nuevos sistemas, que llevaron a un amplio debate entre quienes defendían la "socialdemocracia y la planificación centralizada, por un lado", y los "preocupados por liberar el poder empresarial y restablecer las libertades de mercado, por el otro". Harvey señala que para 1980 este último grupo había emergido como líder, defendiendo y creando un sistema económico global que se conocería como neoliberalismo.

## Sistemas posteriores

### Neoliberalismo: mercados desregulados, 1981-2009
Después del período de transición de la década de 1970, se dice comúnmente que la era neoliberal comenzó alrededor de 1980. También conocida por los historiadores económicos como la era del Consenso de Washington, su surgimiento estuvo marcado por el ascenso al poder de Margaret Thatcher en Gran Bretaña y Ronald Reagan en los Estados Unidos. Si bien no hubo ningún intento de revivir el sistema anterior de tipos de cambio fijos a escala global, el neoliberalismo mantuvo un compromiso similar con el libre comercio como lo había hecho la era anterior. Al igual que en la era del liberalismo económico clásico, el neoliberalismo implicó la desregulación de los mercados. A nivel de políticas, algunos de los principales cambios implicaron presiones para que los gobiernos abolieran sus controles de capital y se abstuvieran de realizar intervenciones económicas. Sin embargo, muchas de las instituciones establecidas en la era anterior se mantuvieron en su lugar y la ideología del libre mercado nunca llegó a ser tan influyente como lo había sido durante los años pico del liberalismo clásico. En un artículo de 1997, el propio Ruggie indicó que parte de la protección obtenida para los trabajadores con el compromiso liberal integrado aún perduraba, aunque advirtió que estaba siendo erosionada por el avance de las fuerzas del mercado.
En Gran Bretaña y Estados Unidos, las reformas internas del libre mercado se llevaron a cabo de manera más agresiva entre 1980 y 1985. Sin embargo, desde una perspectiva global, los años pico de influencia neoliberal fueron los noventa. Después de la disolución de la Unión Soviética en 1991, se aceleró el ritmo al que países de todo el mundo eligieron o fueron obligados a implementar reformas de libre mercado. En 1992, el politólogo Francis Fukuyama sugirió que el capitalismo de libre mercado junto con la democracia liberal podía ser el punto final estable en la evolución social humana en El fin de la historia y el último hombre. Sin embargo, en 1999, varios acontecimientos económicos adversos, especialmente la crisis financiera asiática de 1997 y la dura respuesta del Fondo Monetario Internacional, ya habían provocado que las políticas de libre mercado quedaran al menos parcialmente desacreditadas a los ojos de los responsables políticos del mundo en desarrollo, especialmente en Asia. y América del Sur.

### Posconsenso de Washington: liberalismos mixtos, 2009-presente
A raíz de la crisis financiera de 2007-2008, varios periodistas, políticos y altos funcionarios de instituciones globales como el Banco Mundial comenzaron a decir que el Consenso de Washington había terminado. Como parte del resurgimiento keynesiano de 2008-2009, pareció brevemente que podría haber la perspectiva de un regreso al liberalismo integrado: había habido un aumento en la colaboración global por parte de los responsables políticos del mundo, con varios jefes de Estado pidiendo una "nueva Bretton Woods" . Sin embargo, en 2010, el consenso de corta duración para un retorno a la política keynesiana se había fracturado. El historiador económico Robert Skidelsky sugirió que era demasiado pronto para identificar las características del nuevo orden económico global y es posible que no surja un orden único. Por ejemplo, con el surgimiento de los BRIC y otras economías emergentes, hay menos margen para que unas pocas potencias establezcan efectivamente las reglas para el resto del mundo. A pesar de lo cual el G-7 desempeña un importante papel de coordinación periódica.
A fines de 2011, había habido algunas tendencias consistentes con un alejamiento del liberalismo económico, incluida una creciente aceptación del retorno al uso de controles de capital, regulación macroprudencial y capitalismo de estado. Por otro lado, China ha ido liberando progresivamente su control de capitales.,En 2011, el profesor Kevin Gallagher sugirió que, en lugar de estar gobernado en gran medida por una sola ideología como había sido el caso en épocas anteriores, el nuevo orden global emergente está influenciado por "variedades de liberalismo". Sin embargo, George Monbiot dijo en 2013 que el neoliberalismo seguía siendo una ideología influyente.